# Pierre André Pourret
El abate Pierre André Pourret fue un botánico francés, (1754 - 1818), que vivió y desarrolló su actividad esencialmente en Narbonne, realizando numerosas exploraciones por Francia y por España. 
Se le deben la descripción de numerosas plantas, en especial de especies mediterráneas. A través de correspondencia, consiguió juntar enorme cantidad de plantas de todos los orígenes, constituyendo un rico jardín botánico y herbario abundante. Fue uno de los pioneros en utilizar el sistema de catalogación "binomial" de Carlos Linneo. Este método descriptivo evita las largas denominaciones latinas y pasa a describir la planta tan solo por su nombre, lo que supone agilidad en su reconocimiento y denominación.

## Honores

### Epónimos
Ruiz y Pavón le dedicaron el género Pourretia de 1794, que luego trajo al gro. Puya, en particular la especie Pourretia lanuginosa (Puya lanuginosa), planta originaria de Chile. Su nombre también se asocia en 1808 por Willdenow en la especie Agrostis pourretii (agróstida de Pourret, o agróstida de Salamanca).
En la Universidad Complutense de Madrid, Facultad de Farmacia se conserva su enorme herbario en el "MAF".
- La abreviatura «Pourr.» se emplea para indicar a Pierre André Pourret como autoridad en la descripción y clasificación científica de los vegetales.[1]

## Publicaciones
- Pourret, P.A.(1781), Itineraire pour les Pyrénées
- Pourret, P.A.(1783), Projet d'une histoire générale de la famille des Cistes
- Pourret, P.A.(1784), Chloris Narbonensis
- Pourret, P.A.,Memoire sur divers volcans ėteints de la Catalogne, Palassou, Pierre Bernard (1823), Nouveaux mémoires pour servir à l'histoire naturelle des Pyrénées et des pays adjacents, Pau: Vignancour.